# Since I Left You
Since I Left You je první studiové album australské hudební skupiny The Avalanches. Vydalo jej v listopadu roku 2000 hudební vydavatelství Modular Recordings. V hitparádovém žebříčku UK Albums Chart se album umístilo na osmé příčce, v Top Heatseekers magazínu Billboard na 31. a v žebříčku nejlepších elektronických alb téhož časopisu pak na desáté příčce. Skladba „Two Hearts in 3/4 Time“ obsahuje nasamplovanou píseň „Ghost Story“ od velšského hudebníka Johna Calea (z jeho alba Vintage Violence z roku 1970).

## Seznam skladeb
| Pořadí | Název                  | Délka |
| ------ | ---------------------- | ----- |
| 1.     | Since I Left You       | 4:22  |
| 2.     | Stay Another Season    | 2:18  |
| 3.     | Radio                  | 4:22  |
| 4.     | Two Hearts in 3/4 Time | 3:23  |
| 5.     | Avalanche Rock         | 0:22  |
| 6.     | Flight Tonight         | 3:53  |
| 7.     | Close to You           | 3:54  |
| 8.     | Diners Only            | 1:35  |
| 9.     | A Different Feeling    | 4:22  |
| 10.    | Electricity            | 3:29  |
| 11.    | Tonight                | 2:20  |
| 12.    | Pablo's Cruise         | 0:52  |
| 13.    | Frontier Psychiatrist  | 4:47  |
| 14.    | Etoh                   | 5:02  |
| 15.    | Summer Crane           | 4:39  |
| 16.    | Little Journey         | 1:35  |
| 17.    | Live at Dominoes       | 5:39  |
| 18.    | Extra Kings            | 3:46  |